# Pentodon intermedius
Pentodon intermedius är en skalbaggsart som beskrevs av Voirin 1997. Pentodon intermedius ingår i släktet Pentodon och familjen Dynastidae. Inga underarter finns listade i Catalogue of Life.